# Carlton (Wisconsin)
Carlton è un comune degli Stati Uniti, situato in Wisconsin, nella Contea di Kewaunee.